# RTL6
RTL6 (англ. Retrotransposon Gag like 6) – білок, який кодується однойменним геном, розташованим у людей на короткому плечі 22-ї хромосоми. Довжина поліпептидного ланцюга білка становить 239 амінокислот, а молекулярна маса — 26 154.
| 10         |  | 20         |  | 30         |  | 40         |  | 50         |
| ---------- |  | ---------- |  | ---------- |  | ---------- |  | ---------- |
| MVQPQTSKAE |  | SPALAASPNA |  | QMDDVIDTLT |  | SLRLTNSALR |  | REASTLRAEK |
| ANLTNMLESV |  | MAELTLLRTR |  | ARIPGALQIT |  | PPISSITSNG |  | TRPMTTPPTS |
| LPEPFSGDPG |  | RLAGFLMQMD |  | RFMIFQASRF |  | PGEAERVAFL |  | VSRLTGEAEK |
| WAIPHMQPDS |  | PLRNNYQGFL |  | AELRRTYKSP |  | LRHARRAQIR |  | KTSASNRAVR |
| ERQMLCRQLA |  | SAGTGPCPVH |  | PASNGTSPAP |  | ALPARARNL  |  |            |

A: Аланін

C: Цистеїн

D: Аспарагінова кислота

E: Глутамінова кислота

F: Фенілаланін

G: Гліцин

H: Гістидин

I: Ізолейцин

K: Лізин

L: Лейцин

M: Метіонін

N: Аспарагін

P: Пролін

Q: Глутамін

R: Аргінін

S: Серин

T: Треонін

V: Валін

W: Триптофан